# Zeppelin Q-klasse
Zeppelin Q-klasse var typebetegnelsen for 12 luftskibe bygget 1915-16 af Luftschiffbau Zeppelin under 1. verdenskrig med fabrikations-numrene LZ 59-LZ 81.
Desuden lod det tyske kejserriges hær seks af sine P-klasse zeppelinere forlænge med en 15 meter ekstra midtersektion, så den samme længde og bæreevne opnåedes.
Der blev leveret fem Q-klasse zeppelinere fra de forskellige monteringshaller i Friedrichshafen, Löwental og Potsdam til den tyske kejserlige marine og syv til det tyske kejserriges hær, som forsynedes med taktiske numre:
| Marinen | Hæren | Forlænget P-klasse                                                                              |
| --- | --- | ----------------------------------------------------------------------------------------------- |
| - LZ 59 - L 20 Friedrichshafen - LZ 61 - L 21 Löwental - LZ 64 - L 22 Löwental - LZ 66 - L 23 Potsdam - LZ 69 - L 24 Potsdam | - LZ 65 - LZ 95 Friedrichshafen - LZ 67 - LZ 97 Löwental - LZ 68 - LZ 98 Löwental - LZ 71 - LZ 101 Potsdam - LZ 73 - LZ 103 Potsdam - LZ 77 - LZ 107 Potsdam - LZ 81 - LZ 111 Potsdam | - LZ 51 - LZ 81 - LZ 56 - LZ 86 - LZ 57 - LZ 87 - LZ 58 - LZ 88 - LZ 60 - LZ 90 - LZ 63 - LZ 93 |

Alle den kejserlige marines fem Q-klasse zeppelinere prøvede at være stationeret på luftskibsbasen i Tønder, hvor de to førstbyggede haller med en længde på 180 meter, bredde 40 m og højde 31 m, præcist passede til formålet og stod klar omkring marts 1915.

## Specifikationer
| Længde          | 178,5 m                                             |
| Diameter (max.) | 18,7 m                                              |
| Gasvolumen      | 35.800 m³ (18 gasceller)                            |
| Motorer         | 4 stk. Maybach HS-Lu 6-cylinder 240 hk rækkemotorer |
| Hastighed       | 96 km/t max                                         |
| Flyvehøjde      | 3,5 km                                              |
| Tophøjde        | 4,3 km (eller 4,9 km)                               |
| Besætning       | 19                                                  |

Tom vægt 23.650 kg, nyttelast 17.900 kg og totalvægt 41.550 kg.
Næste modelserie var zeppelin R-klassen, de såkaldte storkamp- eller superzeppelinere, som var en del større.

## Eksterne links
- Les zeppelins de série q Arkiveret 8. oktober 2014 hos  Wayback Machine - lzdream.net
- Differentiate Class of the Zeppelin series Arkiveret 16. oktober 2014 hos  Wayback Machine - wbs.ne.jp